# Diseños arquitectónicos improvisados

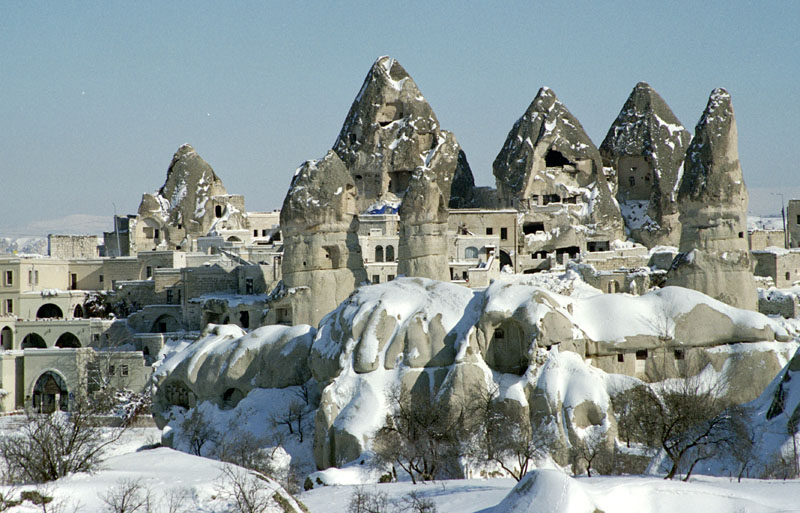
Viviendas en cuevas excavadas en la roca coexisten con otras viviendas, más modernas, construidas en la superficie. Capadocia, Turquía

Se denominan diseños arquitectónicos improvisados, a las viviendas que surgieron por la necesidad de guarecerse durante la antigüedad y a los diseños arquitectónicos recientes, no ecológicos, antiecológicos o no adaptados al ambiente. Se trata de aquellas viviendas, conjuntos de viviendas o urbanizaciones completas y ciudades que se construyen sin la necesaria adaptación a las condiciones geográficas como son las características climáticas, meteorológicas, demográficas, hidrográficas, orográficas (relacionadas con el relieve), así como los caracteres del suelo donde se va a construir, es decir, las condiciones derivadas de la geología (sismicidad, tectonismo), edafología (estudio de suelos), rutas viales naturales y/o artificiales y, por último (aunque muchas veces se plantean inicialmente), los costos de materiales, mano de obra y financiamiento global del proyecto.

## Historia y tecnología
La historia de la cultura nos puede dar algunas explicaciones de los condicionamientos culturales en torno a la evolución de la arquitectura. Es evidente que la historia nos da algunas ideas explicativas de la tecnología empleada en la construcción y diseño de las ciudades y pueblos en general y de las viviendas en particular. 

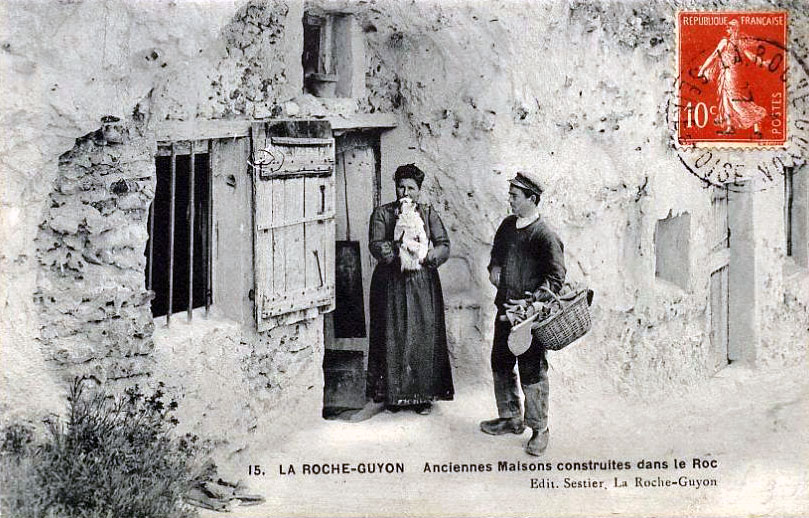
Antiguas viviendas construidas en la roca junto al río Sena en La Roche Guyon, Francia. De una tarjeta postal de comienzos del siglo XX

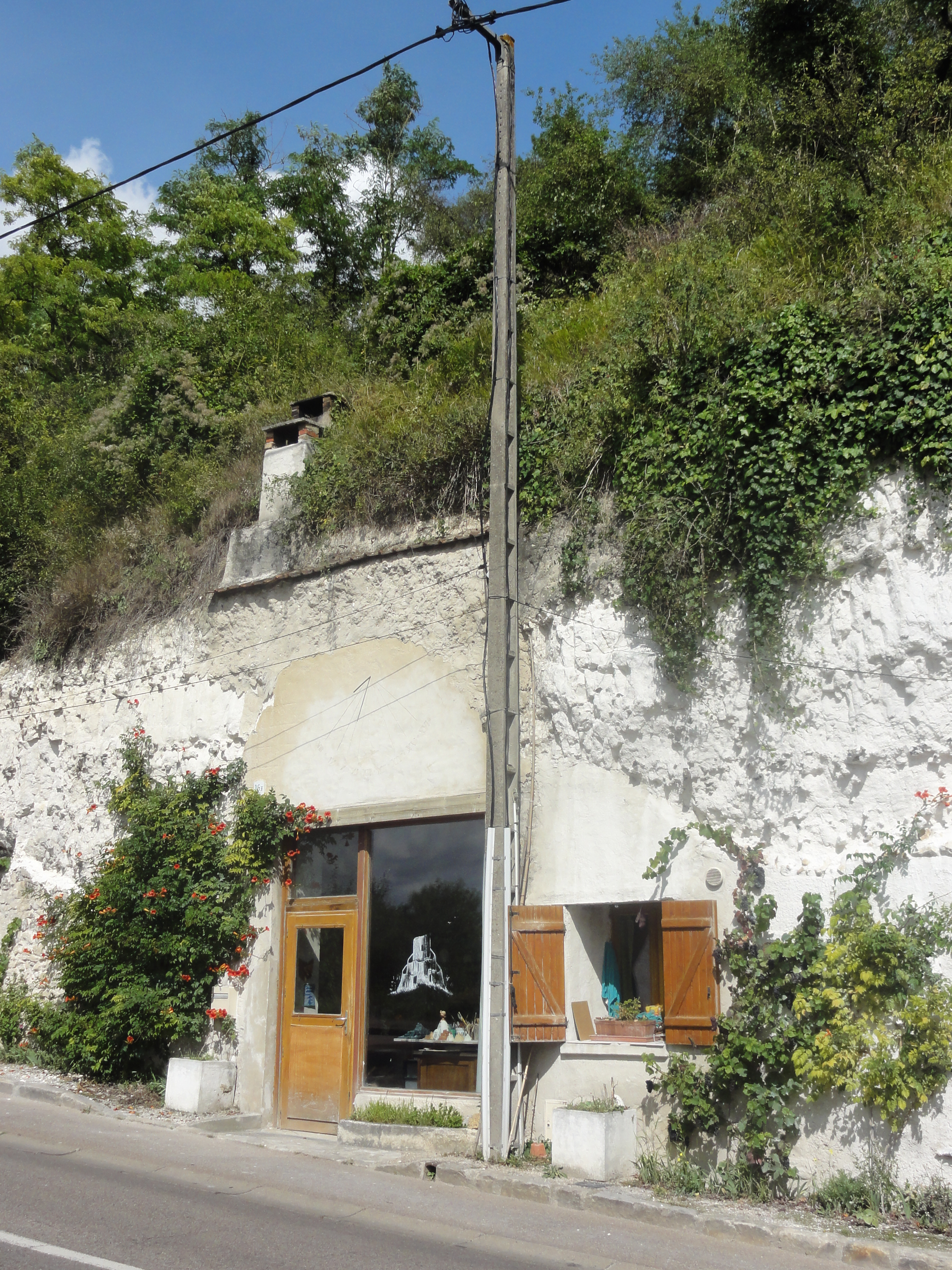
Imagen reciente de las viviendas trogloditas de La Roche-Guyon. Puede verse la chimenea del hogar o cocina.

La necesidad de guarecerse de la intemperie surge durante la época glacial del Paleolítico por el clima muy frío. Así, los primeros tipos de viviendas improvisadas surgieron en esta época con el empleo de las cuevas para resguardarse durante las noches. Este primer tipo de vivienda improvisada (viviendas trogloditas) ha llegado hasta nuestros días, como puede verse en Capadocia (Turquía) y otras partes del Mediterráneo.

### Materiales de construcción
En las primeras civilizaciones que aparecieron en el Neolítico comenzaron a emplearse los materiales más abundantes en el entorno inmediato como piedras (castros celtas, arquitectura incaica), maderas (palafitos en los lagos alpinos y en la América indígena), pieles (yurtas), etc, que se fueron ampliando a materiales cada vez más complejos (argamasa, cal, ladrillos, cemento, metales, vidrio, etc.) y con la colonización de la zona ártica, hielo como en el caso del iglú. Sin embargo, aunque estos tipos de vivienda fueron de naturaleza improvisada en un principio, se fueron haciendo cada vez más complejas hasta convertirse actualmente en lo que podemos llamar arquitectura tradicional. Casi todas las formas arquitectónicas tradicionales, evolucionadas o no, persisten en nuestros días, en muchos casos por la mayor abundancia de los materiales empleados y en otras por la precariedad de la economía, que se manifiesta en la dificultad de utilizar técnicas cada vez más modernas, pero que requieren de mayores inversiones con el tiempo.

### La vivienda rural
La vivienda rural se originó con el sedentarismo de los seres humanos al descubrirse y desarrollarse la agricultura y, por consiguiente, con el abandono de las actividades nómadas (caza, pesca y recolección), un proceso explicado por la obra clásica de Vere Gordon Childe Los orígenes de la Civilización, considerada también por Alvin Toffler como la primera ola en su obra titulada La tercera ola. Precisamente, la palabra civilización se deriva del término latino civitas que significa ciudad o pueblo: conjunto de viviendas agrupadas que en un principio se creaban para organizar las funciones agropecuarias de la vida sedentaria primitiva: la vivienda cúbica hecha de los materiales que más abundan (arcilla del suelo, materias vegetales) dieron paso a las primeras poblaciones en Egipto (Valle del Nilo) y Mesopotamia (ríos Tigris y Éufrates). Esta vivienda rural primitiva tuvo un carácter funcional que ha prevalecido hasta nuestros días: la vivienda rural no sólo se creó como lugar de habitación sino como sede de la vida agraria incipiente (aperos agrícolas, utensilios domésticos, animales de corral, etc.). George F. Carter, en su obra Man and the Land () explica bien los caracteres de esa agricultura primitiva y de las viviendas agrupadas por el paso de actividades nómadas (caza, pesca, recolección) por otras actividades sedentarias (agricultura, cerámica, cestería, artesanía en general).

### La vivienda urbana

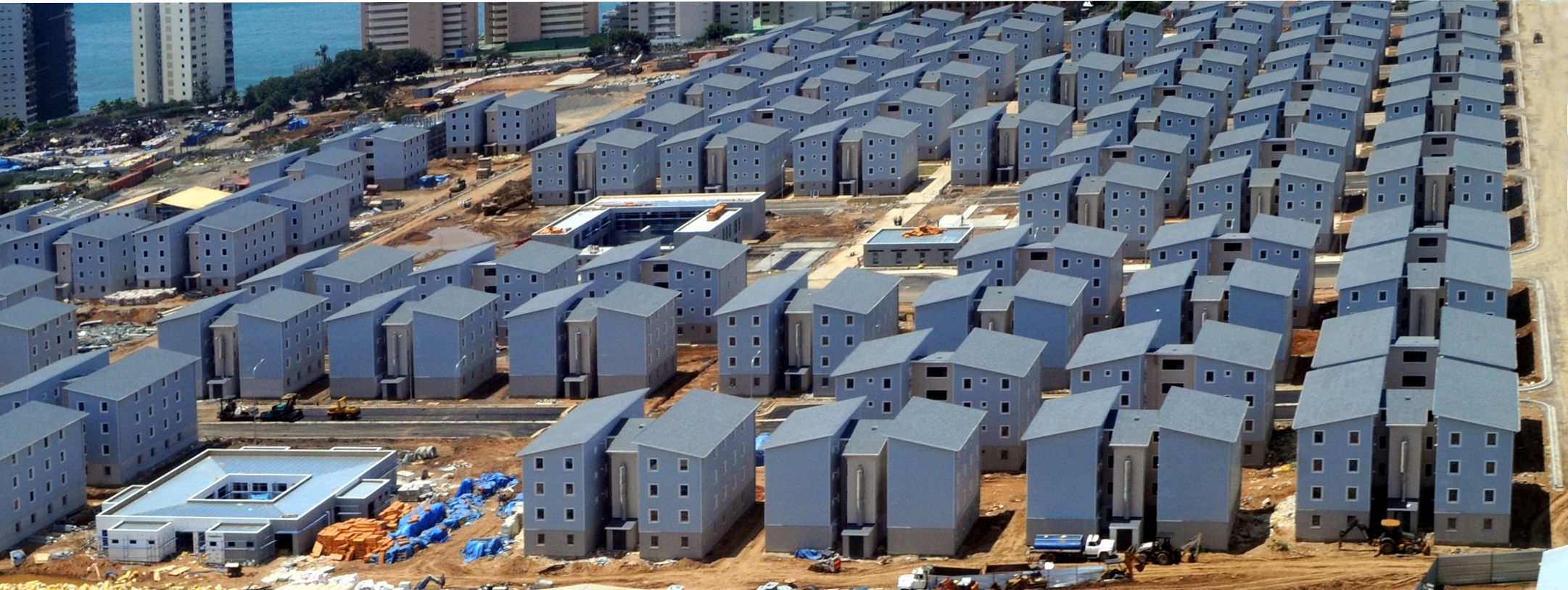
Edificios construidos por el gobierno del presidente Chávez inaugurados en el 2011 en Catia la Mar, en el Estado Vargas (Venezuela). Un ejemplo de diseño arquitectónico improvisado que no tenía en cuenta las condiciones ecológicas de la zona donde se ubicaron (ventanas pequeñas, paredes cerradas hacia el este y oeste en forma alterna, y lo mismo de norte a sur, también en forma alterna, lo cual elimina la posibilidad de una ventilación cruzada, espacios urbanos muy reducidos, servicios limitados. Contrasta esta arquitectura con los edificios privados construidos en épocas anteriores, que disponían de una amplia ventilación de este a oeste).

La vivienda urbana vino a ser, especialmente a partir de la segunda mitad del siglo XIX con la revolución Industrial y el extraordinario proceso de éxodo rural a que dio lugar, una solución masiva, que fue creciendo rápidamente en altura por la necesidad de aumentar el espacio habitable con los proyectos de planificación urbana que requerían una centralización del gobierno municipal cada vez más exigente en lo que se refiere al uso urbano de la tierra, que no pudo evitar, ni el encarecimiento explosivo del precio de los terrenos, ni la aparición de barriadas marginales donde se ubicaron los habitantes de menores recursos.